# Oanuava Coronae
Oanuava Coronae est une corona, formation géologique en forme de couronne, située sur la planète Vénus par -32,5° S et 255,5° E. Elle est localisée dans le quadrangle d'Helen Planitia. Elle a été nommée en référence à Onuava, déesse de la terre celtique gauloise.

## Géographie et géologie
Oanuava Coronae couvre une surface circulaire d'environ 375 km de diamètre. 